# Eparchie gornoaltajská
Eparchie Gorno-Altajsk je eparchie ruské pravoslavné církve nacházející se v Rusku.

## Území a titul biskupa
Zahrnuje správní hranice území Altajské republiky.
Eparchiálnímu biskupovi náleží titul biskup gornoaltajský a čemalský.

## Historie
Šíření pravoslaví v pohoří Altaj bylo usnadněno misionářskou činností Makarija (Něvského), který sloužil v Altajské duchovní misii.
Roku 1924 byl založen gornoaltajský vikariát altajské metropole, kterou tehdy vedl metropolita Makarij (Něvskij). Prvním vikářem biskupem byl jmenován Vasilij (Dochtorov).
Dne 24. července 1925 byl vikariát neobsazen a o další jmenování požádali patriarchálního locum tenens metropolitu Petra (Poljanského), ten však nikoho nejmenoval.
Roku 2011 bylo blahočiní Altajské republiky barnaulské eparchie rozděleno na dvě blahočiní; Gorno-Altajsk a Ongudaj.
Dne 2. října 2013 byla rozhodnutím Svatého synodu zřízena gornoaltajská eparchie oddělením území z barnaulské eparchie.

## Seznam biskupů

### Gornoaltajský vikariát
- 1924–1925 Vasilij (Dochtorov)

### Gornoaltajská eparchie
- 2013–2024 Kallistrat (Romaněnko)
- od 2024 Makarij (Juščenko)